# Selfoss (stad)
Selfoss is met ruim 6.000 inwoners een van de grootste plaatsen in het zuiden van IJsland. Het ligt aan de oostelijke oever van de rivier Ölfusá in het midden van IJslands grootste landbouwgebied en wordt door de ringweg (IJslands: Hringvegur) met Hveragerði en Hella verbonden.
Het centrum van de stad bevindt zich rond het Tryggvatorg, een rotonde die de twee hoofdstraten Eyrarvegur en Austurvegur met elkaar verbindt. De oudste gebouwen van Selfoss bevinden zich rond het Tryggvatorg, zoals Vesturbær (1890) en Tryggvaskáli (1896). De meeste winkels en diensten zijn te vinden aan de Austurvegur, waar ook een aantal grote banken en restaurants zijn gevestigd. Aan de Eyrarvegur ligt Hotel Selfoss, een modern ingericht hotel met een chic restaurant en een bioscoop.
De stad groeit, daarom worden er meerdere buitenwijken bijgebouwd. Een ringweg loopt dwars door de stad. De stad is via openbaarvervoersbedrijf Strætó bs bereikbaar via de ringlijnen 72 en 73.

## Geschiedenis
Het is niet duidelijk waar de naam Selfoss vandaan komt; letterlijk vertaald betekent het zoiets als zeehond waterval. Er werden hier vroeger wel zeehonden geschoten, maar het is niet duidelijk wat men met de waterval bedoelde: die is er namelijk niet. Even ten noordwesten ligt de berg Ingólfsfjall, waar volgens de overlevering de eerste permanente kolonist van IJsland, Ingólfur Arnarson, is begraven.
Selfoss is de grootste stad in IJsland die niet direct aan zee ligt. Het is het commerciële handelscentrum van de omgeving en herbergt lichte industrie van voornamelijk agrarische aard. Zo staat de grootste melkverwerkende fabriek van IJsland in Selfoss. Deze werd geopend in 1929 en is ook een van de oudste melkfabrieken van IJsland.
Selfoss begon pas echt te groeien toen in 1891 de eerste hangbrug van IJsland over de Ölfusá gebouwd was. Deze stortte in 1944 in en een nieuwe werd het jaar daarop gebouwd. Het werd toen een logische plaats om als servicecentrum voor de agriculturele omgeving van Zuid-IJsland te dienen.
In 1900 had de plaats 40 inwoners, terwijl dit in 2006 was opgelopen tot 6.000.

## Árborg
Selfoss ligt in de gemeente Árborg (IJslands: Sveitarfélagið Árborg) dat ligt in de regio Suðurland. De gemeente ontstond op 7 juni 1998 door het samenvoegen van de gemeentes Eyrarbakkahreppur, Sandvíkurhreppur, Stokkseyrarhreppur en Selfosskaupstaður. Het inwoneraantal was op 2013, 7.826, van wie er 6.564 in Selfoss wonen. Selfoss is dus de grootste plaats in de gemeente. Op de tweede en derde plaats staan Eyrarbakki met 531 en Stokkseyri met 465 inwoners.

## School
Selfoss heeft ook een van de grootste scholen van het land, de "FSU Fjölbrautaskóli Suðurlands". De school werd in 1981 gebouwd en had in 2001 785 leerlingen.

## Aardbeving 2008
Op 29 mei 2008 werden Selfoss en omliggende plaatsen getroffen door een aardbeving met een kracht van 6,1 op de schaal van Richter. Het epicentrum lag tussen de stadjes Hveragerði en Selfoss. Er waren zo'n 30 gewonden in totaal en een aantal dode schapen, en ook was er schade aan boerderijen en spullen van de bewoners. De aardbeving was zelfs te voelen in Reykjavík en op het internationale vliegveld van Keflavík. Ook in de zomer van 2000 werd Selfoss getroffen door een aardbeving, en wel één met een kracht van 6,5.

## Project woning/winkels
Deze paragraaf bevat mogelijk verouderde informatie.
Men is van plan om Selfoss uit te breiden met een groter woningaanbod en ook wordt daarbij een winkelcentrum gebouwd. Het appartementencomplex wordt tegen de grens van het stadscentrum gebouwd bij een stadspark. Er zullen vier torens komen waarvan de hoogste zo'n 8 of 9 verdiepingen zal krijgen. Ook wordt er een ondergronds parkeerterrein aangelegd voor het winkelcentrum met ongeveer 850 parkeerplekken. Het project zou omstreeks oktober 2010 af zijn. Het complex wordt ook gebouwd op 10 kilometer afstand van populaire zomerhuisjes en dus zullen er vooral in de zomer toeristen te vinden zijn.

## Bezienswaardigheden
- De hangbrug over de Ölfusá die dateert uit 1945
- Selfosskirkja, de kerk aan de rivier Ölfusá
- De warmwaterbron þorleifskot (het water in Selfoss komt uit deze bron)
- De uitgebreide bibliotheek (Raðhús Arborgar)
- Het kerkje van Laugardælir op 1 km ten noorden van Selfoss, waar in januari 2008 voormalig wereldkampioen schaken Bobby Fischer is begraven

## Geboren
- Jón Daði Böðvarsson (1992), voetballer